# Косельский Прудок (Кормянский район)
Косельский Прудок (бел. Косальскі Прудок) — деревня в Октябревском сельсовете Кормянского района Гомельской области Беларуси.
В связи с радиационным загрязнением после катастрофы на Чернобыльской АЭС жители (13 семей) переселены в 1992 году в чистые места.
На востоке граничит с лесом.

## География

### Расположение
В 21 км на север от Кормы, в 76 км от железнодорожной станции Рогачёв (на линии Могилёв — Жлобин), в 131 км от Гомеля.

### Гидрография
На реке Косолянка (приток реки Сож).

## Транспортная сеть
Транспортные связи по просёлочной, затем автомобильной дороге Октябрёво — Довск. Планировка состоит из короткой криволинейной улицы, ориентированной с юго-востока на северо-запад и застроенной редко, деревянными крестьянскими усадьбами.

## История
Согласно письменным источникам известна с начала XX века. В 1931 году организован колхоз «Красный Прудок», работали 2 ветряные мельницы, кузница, сукновальня. Согласно переписи 1959 года входила в состав совхоза «Заря коммунизма» (центр — деревня Октябрёво).

## Население

### Численность
- 1992 год — жители (13 семей) переселены.

### Динамика
- 1959 год — 201 житель (согласно переписи).
- 1992 год — жители (13 семей) переселены.